# Druids - La rivolta
Druids - La rivolta (Vercingétorix : La Légende du druide roi) è un film del 2001 diretto da Jacques Dorfmann.
È tratto dal romanzo di Anne de Leseleuc e da un soggetto di Norman Spinrad.

## Trama
Il film racconta la sottomissione della Gallia da parte di Giulio Cesare, la presa di Alesia e la resa del capo gallico Vercingetorige.

## Accoglienza
Il film è stato un fallimento sia commerciale che della critica. La produzione del film è costata ben 15 milioni di dollari, ma il film non è mai stato largamente pubblicato fuori dalla Francia, nonostante fosse uscito anche in Italia. È generalmente considerato uno dei peggiori film francesi mai creati.